# Delphinium anatolicum
Delphinium anatolicum là một loài thực vật có hoa trong họ Mao lương. Loài này được H.Misirdali, Malyer & Baser mô tả khoa học đầu tiên năm 1985 publ. 1987.